# Mekhi Phifer
Mekhi Thira Phifer (New York, 29 dicembre 1974) è un attore e rapper statunitense, noto per l'interpretazione di Future nel film 8 Mile (2002) e del Dott. Greg Pratt nella serie televisiva E.R. - Medici in prima linea.

## Biografia
Debutta nel 1995 nel film Clockers di Spike Lee, mentre nel 1998 prende parte all'horror Incubo finale con Jennifer Love Hewitt. Dopo molte altre esperienze cinematografiche e televisive nel 2002 appare nel film 8 Mile di Curtis Hanson, con Eminem e Kim Basinger, seguito da Honey (2003), con Jessica Alba, e L'alba dei morti viventi (2004). È inoltre apparso nel videoclip The Boy Is Mine di Brandy e Monica e nel video Many Men di 50 Cent.

## Filmografia parziale

### Cinema
- Clockers, regia di Spike Lee (1995)
- Hell's Kitchen - Le strade dell'inferno (Hell's Kitchen), regia di Tony Cinciripini (1998)
- Incubo finale (I Still Know What You Did Last Summer), regia di Danny Cannon (1998)
- Nel braccio della morte, regia di Joseph Sargent (1999)
- Shaft, regia di John Singleton (2000)
- O come Otello (O), regia di Tim Blake Nelson (2001)
- Impostor, regia di Gary Fleder (2002)
- Paid in Full, regia di Charles Stone III (2002)
- 8 Mile, regia di Curtis Hanson (2002)
- Honey, regia di Bille Woodruff (2003)
- L'alba dei morti viventi (Dawn of the Dead), regia di Zack Snyder (2004)
- Doppia ipotesi per un delitto (Slow Burn), regia di Wayne Beach (2005)
- This Christmas - Natale e altri guai (This Christmas), regia di Preston A. Whitmore II (2007)
- Le regole della truffa (Flypaper), regia di Rob Minkoff (2011)
- Divergent, regia di Neil Burger (2014)
- The Divergent Series: Insurgent, regia di Robert Schwentke (2015)
- Pandemic, regia di John Suits (2016)
- The Divergent Series: Allegiant, regia di Robert Schwentke (2016)
- Canal Street, regia di Rhyan LaMarr (2017)
- A luci spente (Lights Out), regia di Christian Sesma (2024)

### Televisione
- The Tuskegee Airmen, regia di Robert Markowitz (1995) - Film TV
- Homicide (Homicide: Life on the Street) - serie TV, episodi 5x09-6x01-6x22 (1996-1998)
- E.R. - Medici in prima linea (ER) - serie TV, 135 episodi (2002-2008) - Dr. Greg Pratt
- Curb Your Enthusiasm - serie TV, 4 episodi (2005)
- Lie to Me - serie TV, 24 episodi (2009-2010)
- Torchwood - serie TV, 10 episodi (2011)
- Last Man Standing, regia di Ernest Dickerson – film TV (2011)
- White Collar - serie tv, 2 episodi (2012)
- Psych - serie tv, 1 episodio (2012)
- Radici (Roots) - miniserie TV (2016)
- Secret City - miniserie televisiva (2016)
- Chicago P.D. - serie TV, episodio 5x12 (2017)
- Frequency - serie TV, 13 episodi (2016-2017)
- Truth Be Told – serie TV, 28 episodi (2019-2023)

## Doppiatori italiani
Nelle versioni in italiano delle opere in cui ha recitato, Makhi Phifer è stato doppiato da:
- Simone Mori in O come Otello, Honey, Hell's Kitchen - Le strade dell'inferno, L'alba dei morti viventi, Doppia ipotesi per un delitto, This Christmas - Natale e altri guai, Un marito nuovo per mamma, Radici, Frequency
- Paolo Marchese in Lie To Me, Divergent, The Divergent Series: Insurgent, The Divergent Series: Allegiant
- Roberto Draghetti in Paid in Full, 8 Mile, Le regole della truffa
- Alessio Cigliano in Psych, Torchwood
- Fabio Boccanera in Clockers
- Massimiliano Virgilii in Incubo finale
- Massimo Bitossi in E.R. - Medici in prima linea
- Massimo Corvo in Impostor
- Andrea Lavagnino in Curb your enthusiasm
- Alberto Angrisano in White Collar
- Stefano Thermes in Un respiro di sollievo
- Fabrizio Vidale in Last Man Standing
- Nanni Baldini in A luci spente